# 彭妮红螯蛛
彭妮红螯蛛（学名：Chiracanthium pennyi）为管巢蛛科红螯蛛属的动物。分布于古北区以及中国大陆的河北、新疆、内蒙古、辽宁、浙江等地，一般生活于果园以及农田。该物种的模式产地在欧洲。